# Adil Zulfikarpašić
Adil-beg (event. jen Adil) Zulfikarpašić (23. prosince 1921 Foča, Království Srbů, Chorvatů a Slovinců – 21. července 2008 Sarajevo, Bosna a Hercegovina) byl bosenskohercegovský podnikatel, publicista, politik a mecenáš bosňáckého původu.

## Životopis
Narodil se do rodiny velkostatkáře a dlouholetého starosty města Foči Husein-bega Zulfikarpašiće a Zahidy Čengić (v pořadí jeho čtvrté manželce), kteří přivedli na svět syna Adila a dceru Aišu (vdanou Hasibović). Základní školu navštěvoval v rodném městě, z fočanského gymnázia byl vyloučen pro své levicové názory (1937), a tak střední školu dokončil v Sarajevu. Již tehdy byl členem komunistické mládeže (SKOJ) a brzy nato i strany (1938). Roku 1939 v ideologickém sporu uvnitř Komunistické strany Jugoslávie podpořil názory spisovatele Miroslava Krleži označovaného za trockistu, za což byl z partaje vyobcován. Roku 1940 se zapsal na Vyšší školu ekonomickou (Viša komercijalna škola) v Bělehradě, avšak vypuknutí druhé světové války mu studium překazilo. Vysokoškolské vzdělání si doplňoval později v Innsbrucku, Štýrském Hradci, Vídni a Fribourgu.
Na podzim roku 1941 se přidal ke komunistickým partyzánům, kteří na prostoru Jugoslávie bojovali proti islám Osy i srbským nacionalistům, četnikům. Začátkem roku 1942 byl zatčen ustašovci a odsouzen na smrt. Po intervenci vlivných osob a s ohledem na vysoké společenské postavení jeho rodiny (jeho bratr Sabrija Zulfikarpašić byl nadto roku 1942 ve Foči zabit srbskými nacionalisty) byl rozsudek změněn na 20 let vězení. Trest si odpykával ve věznici v Zenici, Sremské Mitrovici a nakonec v Záhřebu. Ze záhřebské věznice Lepoglava se mu podařilo utéct, načež se připojil k partyzánskému hnutí v Cazinské krajině.
Roku 1945 se stal tajemníkem ministra obchodu Lidové republiky Bosny a Hercegoviny. Na této pozici v únoru 1946 odcestoval na služební cestu do italského Terstu. Tato cesta se pak záhy stala předmětem sporu mezi republikovými a celostátními představiteli Jugoslávie s komunistické strany, zda mají nižší správní jednotky federace vést samostatnou obchodní politiku, načež Zulfikarpašić před případným postihem raději zvolil emigraci. Nejdříve pobýval v Itálii, nato s finanční pomocí rodiny v Turecku přesídlil do Rakouska (od 1946) a nakonec do Švýcarska (od 1954). V alpské republice začal podnikat, v Curychu založil a dlouho vedl úspěšnou společnost Stamaco. V době smrti se hodnota jeho majetku odhadovala na 300 milionů eur.
Mezi lety 1960 a 1967 vedl emigrantský časopis Bosanski pogledi (Bosenské pohledy), který zásluhou politického vysídlence Smaila Baliće vycházel ve Vídni. S periodikem spolupracovali emigranti Teufik Veladžić, Haris-efendija Korkut, Bećir Tanović a Izet Serdarević. Roku 1963 v anglickém u Stanstedu společně s dalšími jihoslovanskými emigranty založil hnutí Demokratická alternativa (Demokratska alternativa).
Roku 1988 v Curychu zřídil Bosňácký institut (Bosniaken Institut, Bošnjački institut), který začal shromažďovat předměty spojené s dějinami a kulturou slovanských muslimů, Bosňáků. Roku 1990 se vrátil do Bosny a Hercegoviny, kde se podílel na vzniku Strany demokratické akce (Stranka demokratske akcije, SDA). V této straně zastával post místopředsedy, nicméně po rozepřích s předsedou Alijou Izetbegovićem byl ze strany vyloučen (v létě na shromáždění SDA v Tešnji). V září 1990 založil vlastní Muslimskou bosňáckou organizaci (Muslimanska bošnjačka organizacija, MBO). V parlamentních volbách koncem roku 1990 MBO, která se zasazovala o mírové řešení dezintegrace Jugoslávie a politickou dohodu bosňácké a srbské reprezentace, ovšem propadla. Neúspěchem skončil i Zulfikarpašićem financovaný týdeník Bosanski pogledi (březen až září 1991). Roku 1991 v Sarajevu otevřel pobočku Bosňáckého institutu. Roku 2001 pro tuto instituci zrekonstruoval a otevřel účelový prostor v bývalém Gazi Husrev-begově hamamu v bosenskohercegovské metropoli, načež sem veškeré sbírky přestěhoval. Péči nad institutem převzala Nadace Adila Zulfikarpašiće. Vedle toho finančně podpořil obnovu islámského svatostánku v sarajevské čtvrti Kobilja Glava, která se na jeho počet jmenuje Adil-begova mešita.
Dne 14. května 2002 mu bylo uděleno čestné členství v Akademii věd a umění Bosny a Hercegoviny.
Adil-beg se oženil s Chorvatkou Tatjanou Nikšić (zemřela 1. listopadu 2008, pohřbena je na muslimském hřbitově Alifakovac v Sarajevu), která po svatbě přešla na islám. Zulfikarpašić zesnul 21. července 2008, od dva dny později byla zorganizována pohřební mše v Gazi Husrev-begově mešitě v Sarajevu s následným uložením tělesných ostatků v hrobce v areálu Bosňáckého institutu.

## Dílo
- Bosanski pogledi (Bosenské pohledy, London 1984)
- Bosanski Muslimani: faktor mira između Srba i Hrvata (Bosenští Muslimové: faktor míru mezi Srby a Chorvaty, Zürich 1986)
- Intervjui (Rozhovory, dotazovali Muhamed Filipović, Hamza Mujagić, Sarajevo 1990)
- Povratak u Bosnu (Návrat do Bosny, zpovídali Fahrudin Đapo, Tihomir Loza, Ljubljana 1990)
- Bosna i bošnjaštvo (Bosna a bosňáctví, spolupracovali Adil Zulfikarpašić, Smail Balić, Muhsin Rizvić, Muhamed Filipović a Fehim Nametak, Sarajevo 1990)
- Adil Zulfikarpašić: članci i intervjui povodom 70-godišnjice (Adil Zulfikarpašić: články a rozvory u příležitosti 70 výročí, ed. Nadežda Gaće, Zürich–Sarajevo 1991, 1992)
- Bošnjak Adil Zulfikarpasić (Bosňák Adil Zulfikarpasić, zpovídali Milovan Đilas, Nadežda Gaće, Zürich 1994, 1995, 1996), makedonsky: Bošnjak Adil Zulfikarpašik (Skopje 1995), albánsky: Boshnjaku Adil Zulfikarpashiq (Lubjanë 1996), německy: Adil Zulfikarpašić: eine politische Biographie aus dem heutigen Bosnien (München 1996), francouzsky: Un Bosniaque Adil Zulfikarpasic: histoire contemporaine de la Bosnie à travers les entretiens avec l'homme qui essaya d'éviter la guerre (Zürich 1996), anglicky: The Bosniak (London 1998)
- Okovana Bosna: razgovor (Bosna v okovech: rozhovor, zpovídaní Adil Zulfikarpašić, Vlado Gotovac, Miko Tripalo, Ivo Banac, zpovídal Mladen Maloča, Zürich 1995)
- Sudbina Bošnjaka (Osud Bosňáků, ed. Luka Mičeta, Beograd 1997, 1999)
- Adil Zulfikarpašić: panorama pogleda, pojmova, pojava i mišljenja: povodom osamdesetog rođendana (Adil Zulfikarpašić: přehled náhledů, pojmů, jevů i úvah, ed. Luka Mičeta, Beograd 2001)
- Sudbonosni događaji: historijski presjek presudnih zbivanja i propusta (Osudové okamžiky, ed. Nadežda Gaće, Sarajevo 2001)
- Osvrti (Ohlednutí, ed. Sead Trhulj, Sarajevo 2005)
- Misao, pogledi, sjećanja (Úvaha, náhledy, vzpomínky, Sarajevo 2005)